# وایت میدوز لیک (نیوجرسی)
وایت میدوز لیک (به انگلیسی: White Meadow Lake) یک منطقهٔ مسکونی در ایالات متحده آمریکا است که در راک‌اوی، نیوجرسی واقع شده‌است. وایت میدوز لیک ۱۱٫۱۸۴ کیلومتر مربع مساحت و ۸٬۸۳۶ نفر جمعیت دارد و ۲۳۰ متر بالاتر از سطح دریا واقع شده‌است.